# Крылатка (плод)
Крыла́тка (лат. samara), — сухой плод, представляющий собой модифицированный орех (семянка) с крылом (лат. ala).
Крылатым орехом (лат. nux alata) называют плод гречишных.
Крыло имеет различное происхождение: у берёзовых оно образовано из срастающихся с орехом прицветничков, у гречишных — из прирастающих листочков околоцветника. Служит для способствования переноса плода ветром на большие расстояния.
|                                                                                    |  |  |  |
| Крылатки вяза, крылатки хмелеграба, крылатые орехи фаллопии, крылатые орехи щавеля |  |  |  |